# Festus Mogae
Festus Gontebanye Mogae (n. en Serowe, Botswana, 21 d'agost de 1939) és un polític de Botswana, membre del Partit Democràtic de Botswana i President de la República entre l'1 d'abril de 1998 i l'1 d'abril de 2008.
Després de realitzar els seus estudis d'economia a la Universitat d'Oxford, Mogae va exercir diversos càrrecs com a funcionari en institucions financeres com ara el FMI i el Banc de Botswana. Va ser nomenat vicepresident de Botswana el 1992 i, per tant, en mà dreta del president de l'època, Quett Joni Masire, a qui va succeir en la magistratura suprema l'1 d'abril de 1998. Va ser reelegit l'octubre del 2004. El 2008 el va succeir Seretse Khama Ian Khama.